# Pang Prego
Pang Prego var ett humorprogram i Sveriges Radio P3 som producerades på Sveriges Radio i Malmö. Programmet direktsändes på söndagar och måndagar 16-18. Första programmet sändes 22 januari 2007, och det sista sändes 10 januari 2010.
Programidén var att utforma varje program efter en specifik lyssnares önskemål, enligt devisen "radio för en, roligt för alla". Lyssnare uppmanades att fylla i ett formulär på programmets webbplats för att få chansen till två timmars skräddarsydd radio. Programmet präglades i hög grad av satir, vitsar och sång. Allt med glimten i ögat och en högst personlig ton. Programmet samlade på sig 16 anmälningar till granskningsnämnden. Samtliga anmälningar ledde till friande från nämnden.
Programmets signaturmelodi var en ihopklippt version av det svenska bandet Pluxus låt "Djurens Kavalkad".

## Redaktion
I redaktionen fanns vid programmets slut Josefin Johansson, Nanna Johansson, Kristoffer "Kringlan" Svensson och Simon Svensson, varav Josefin och Simon varit med sedan programmets början. Nanna Johansson trädde under sommaren 2008 in som extra arbetskraft och våren 2009 blev hon en permanent medlem i redaktionen. Under olika perioder har både Sarah Holmdahl och Sara Hansson hoppat in som vikarier. Tidigare har även Emma Molin, Jesper Rönndahl, Liv Strömquist och Freja Hallberg arbetat med programmet.